# Tlotliso Leotlela
Tlotliso Gift Leotlela (né le 12 mai 1998) est un athlète sud-africain, spécialiste des épreuves de sprint.

## Biographie
Il remporte la médaille d'or du relais 4 × 100 mètres lors des championnats d'Afrique 2016, à Durban, en compagnie de Wayde van Niekerk, Akani Simbine et Emile Erasmus. Le 20 juillet 2016, il égale à Bydgoszcz, lors des championnats du monde juniors 2016, son record personnel sur 100 m en 10 s 20 (vent favorable de 0,7 m/s) mais ne termine que 4e de la finale. Il remporte l'argent sur 200 m.
En 2017, il porte son record personnel sur 100 m à 10 s 12 (à deux reprises le 18 et le 31 mars à Pretoria), et celui du 200 m à 20 s 20 (le 22 avril à Potchefstroom).

## Palmarès
| Date | Compétition                  | Lieu      | Résultat | Épreuve   | Temps   |
| ---- | ---------------------------- | --------- | -------- | --------- | ------- |
| 2016 | Championnats d'Afrique       | Durban    | 4e       | 100 m     | 10 s 24 |
| 2016 | Championnats d'Afrique       | Durban    | 1er      | 4 × 100 m | 38 s 84 |
| 2016 | Championnats du monde junior | Bydgoszcz | 4e       | 100 m     | 10 s 28 |
| 2016 | Championnats du monde junior | Bydgoszcz | 2e       | 200 m     | 20 s 59 |
| 2021 | Relais mondiaux              | Chorzów   | 1er      | 4 x 100 m | 38 s 71 |
| 2022 | Championnats du monde        | Eugene    | 6e       | 4 × 100 m | 38 s 10 |

### Records
| Épreuve | Performance | Lieu          | Date          |
| ------- | ----------- | ------------- | ------------- |
| 100 m   | 10 s 03     | Tokyo         | 1er août 2021 |
| 200 m   | 20 s 20     | Potchefstroom | 22 avril 2017 |